# بيفيرلي أوكونور
بيفيرلي أوكونور (بالإنجليزية: Beverley O'Connor)‏ هي صحفية أسترالية، ولدت في 14 نوفمبر 1973.